# Шавель Віталій Гнатович
Шавель Віталій Гнатович (20 червня 1934 — 8 січня 2011) — радянський і український художник кіно. Член Національної спілки кінематографістів України.

## Біографічні відомості
Народився 20 червня 1934 р. у м. Дніпропетровську в родині робітника. Закінчив Дніпропетровське художнє училище (1956) і художній факультет Всесоюзного державного інституту кінематографії (1964). 
З 1964 р. — художник-постановник Київської кіностудії ім. О. П. Довженка.

## Фільмографія
Оформив стрічки:
- «Дні льотні» (1965)
- «Зайвий хліб» (1966)
- «Карантин» (1968)
- «Назад дороги немає» (1970, т/ф)
- «Створення (Легенда)» (1970, к/м, реж. М. Мащенко)
- «Тут нам жити» (1972)
- «Сімнадцятий трансатлантичний» (1972)
- «Балада про мужність» (1972, т/ф, документальний, реж. В. Савельєв)
- «Товариш бригада» (1973, т/ф, 2 с; Перший приз Всесоюзного огляду телефільмів у Донецьку, 1974)
- «Лицар Вася» (1974, к/м)
- «Ти плюс я — весна» (1974, муз. фільм)
- «Тривожний місяць вересень» (1975, Премія IX Всесоюзного кінофестивалю у Фрунзе, 1976)
- «Я більше не буду» (1975)
- «Тільки краплю душі» (1978)
- «Бачу ціль» (1978, т/ф, 2 с)
- «Червоні погони» (1979, т/ф, 3 с, у співавт.)
- «Чекаю і сподіваюсь» (1980, т/ф, 2 а)
- «Знайди свій дім» (1982, т/ф)
- «В лісах під Ковелем» (1984)
- «Напередодні» (1985)
- «Наближення до майбутнього» (1986)
- «Все перемагає любов» (1987)
- «Чорна Долина» (1988)
- «Етюди про Врубеля» (1989)
- «Карпатське золото» (1991)
- «Подарунок на іменини» (1991)
- «Ніч у маю» (1991)[2][3]
- «Таємниця вілли» (1992)
- «Атентат — Осіннє вбивство в Мюнхені» (1995)
- «Пересохла земля» (2004, к/м, реж. Т. Томенко) та ін.